# Glionectria tenuis
Glionectria tenuis är en svampart som beskrevs av Crous & C.L. Schoch 2000. Glionectria tenuis ingår i släktet Glionectria och familjen Nectriaceae.   Inga underarter finns listade i Catalogue of Life.